# Список политических партий Австралии
Австралия имеет мягкую двухпартийную политическую систему, при которой преобладающее значение в политической жизни страны имеют две основные политические партии (или партийные коалиции), а остальным партиям и независимым кандидатам крайне сложно завоёвывать места в парламенте. Тем не менее, использование системы преференциального голосования (при которой избиратель проставляет в избирательном списке цифры против фамилий кандидатов, соответствующие порядку, в котором он за них голосует) делает попадание в парламент для партий, не входящих в так называемую дуополию, несколько более простой задачей, чем в других англоязычных странах, включая США.
Избирательная система пропорционального представительства позволяет этим партиям завоёвывать места в Сенате и в верхних палатах законодательных собраний штатов и территорий, но не в национальной Палате представителей.
Для того чтобы зарегистрироваться как политическая партия, заявители должны разработать хартию с изложением основ идеологии партии, а также иметь в своём составе, по крайней мере, одного члена парламента или 500 избирателей. Партия может быть лишена регистрации, если она не соответствует этим требованиям.

## История
1 января 1901 года после десятилетней подготовки австралийские колонии Британской империи объединились в доминион Австралийский Союз. В том же году состоялись первые в истории Австралии федеральные выборы в парламент Союза. В первые годы, между 1901 и 1910 годами, партийная система была более изменчивой, чем позже; правительства были правительствами меньшинства и только с 1910 года в Австралии началось формирование де-факто двухпартийной системы. С тех пор, как правило, у власти были правительства большинства, которых формировали Австралийская лейбористская партия либо коалиция нелейбористских партий, известная как Коалиция. Начиная с 1910 года каждый избранный премьер-министр Австралии был членом либо Лейбористской (АЛП) либо Либеральной партии или одного из предыдущих воплощений Либеральной партии (Либеральная партия Содружества, Националистическая партия Австралии и Объединенная партия Австралии).
С начала XX века в австралийском политическом спектре традиционно доминируют две политические силы, формируя, как было сказано выше, де-факто двухпартийную систему. Одна из сил — левоцентристская [[Австралийская лейбористская партия, формально связанная с австралийским рабочим движением. Образованная в 1893 году, она с 1901 года является основной партией на федеральном уровне и с федеральных выборов 1910 года одной из двух основных сил парламента. АЛП неоднократно приходила к власти как на федеральном уровне, так и на уровне штатов.
Другая сила включает консервативные партии, которые находятся в коалиции на федеральном уровне, а также в Новом Южном Уэльсе, но конкурируют в Западной и Южной Австралии. Главной партией консервативного фланга является правоцентристская Либеральная партия, которая существовала с момента объединения Протекционистской партии и Партии свободной торговли в Либеральную партию Содружества в 1909 году. Хотя консервативный фланг с тех пор претерепел ряд изменений, между различными формами составляющих его партий сохранилась общая преемственность депутатов и структуры. Его современная форма была основана Робертом Мензисом в 1944 году. Философия партии в целом — либеральный консерватизм.
Давним союзником Либеральной партии является Национальная партия, представляющая интересы села и сельского хозяйства. Национальная партия борется за ограниченное количество мест и, как правило, напрямую не конкурируют с Либеральной. Её идеология в целом более социально консервативна, чем у союзников-либералов. В 1987 году Национальная партия предприняла неудачную попытку баллотироваться на пост премьер-министра в рамках кампании Joh for Canberra. Однако, как правило, она не стремилась стать партией большинства в Коалиции, и, как правило, подразумевается, что в случае успеха Коалиции премьер-министром Австралии будет член Либеральной партии. Дважды, Эрл Пейдж в 1939 году и Джон Макьюэн с декабря 1967 года по январь 1968 года,, лидеры Национальной партии (тогда известной как Аграрная партия), как заместители премьер-министра временно становились во главе правительства после смерти действующего главы кабинета. Артур Фадден был единственным премьер-министром от Аграрной (Национальной) партии. Он вступил в должность в августе 1941 года после отставки Роберта Мензиса и занимал пост премьер-министра всего два месяца до октября того же года.
В Квинсленде, Северной территории и Южной Австралии местные Либеральные и Национальные партии объединились. Либеральная национальная партия Квинсленда, образованная в 2008 году, является филиалом Либеральной партии, но сохранияет тесные связи с Национальной партией, и её члены, избранные в федеральный парламент, могут заседать как либералы или как депутаты от Национальной партии. Аграрная либеральная партия была образована в 1974 году, после того как Северная территория получила самоуправление, и является отдельным членом федеральной Коалиции, но при этом тесно связана с обеими основными партия консервативного фланга, а её президент имеет право голоса в Национальной партии. Название партии отсылает к старому названию Национальной партии.
На федеральном уровне Либеральная и Национальная партии совместно известны как Коалиция, которая существует (между националистами и их предшественниками, а также либералами и их предшественниками) с 1923 года с небольшими перерывами в 1940, 1973 и 1987 годах.
Исторически поддержка Коалиции или Лейбористской партии часто рассматривалась как основанная на принадлежности к тому или иному социальному классу, при этом высший и средний класс традиционно поддерживали Коалицию, а рабочий класс — лейбористов. Это стало менее важным фактором с 1970-х и 1980-х годов, когда лейбористы заручились поддержкой части среднего класса, а консерваторы получили поддержку части рабочего класса.
Двухпартийная дуополия была относительно стабильной, при этом обе группировки (лейбористы и консерваторы) получали не менее 70 % голосов на каждых выборах с 1910 по 2019 год (включая голоса региональных партий). Третьи партии лишь изредка получали более 10 % голосов в Палате представителей Австралии на федеральных выборах, например, Австралийские демократы на выборах 1990 года и Австралийские зелёные в 2010, 2016, 2019 и 2022 годах. Кроме того, растущая поддержка независимых политиков в Австралии привела к тому, что основным партиям порой приходилось заключать соглашения о формировании правительства, включая австралийские федеральные выборы 2010 года.

## Федеральные партии

### Федеральные парламентские партии
В австралийской политической жизни традиционно доминируют три политические партии, две из которых составляют правоцентристскую либерально-национальную коалицию.
| Партия | Партия                             | Партия                             | Места                 | Места    | Лидер            | Год  | Идеология | Прим.           |
| Партия | Партия                             | Партия                             | Палата представителей | Сенат    | Лидер            | Год  | Идеология | Прим.           |
| ------ | ---------------------------------- | ---------------------------------- | --------------------- | -------- | ---------------- | ---- | --- | --------------- |
|        | Австралийская лейбористская партия | Австралийская лейбористская партия | 78 из 151             | 25 из 76 | Энтони Албаниз   | 1891 | Левоцентризм; социал-демократия                                                                                             | Член PA         |
|        | Либерально- национальная коалиция  | Либеральная партия Австралии       | 40 из 151             | 25 из 76 | Питер Даттон     | 1944 | Правоцентризм/правые; либерализм, консерватизм, либеральный консерватизм; социальный консерватизм, экономический либерализм | Член IDU и APDU |
|        | Либерально- национальная коалиция  | Национальная партия Австралии      | 15 из 151             | 6 из 76  | Дэвид Литтлпрауд | 1920 | Правоцентризм/правые; консерватизм, аграризм                                                                                |                 |
|        | Австралийские зелёные              | Австралийские зелёные              | 4 из 151              | 11 из 76 | Адам Банд        | 1992 | Левые; зелёная политика, прогрессивизм, левый популизм                                                                      | Член GG и APGF  |
|        | Одна нация Полины Хансон           | Одна нация Полины Хансон           | 0 из 151              | 2 из 76  | Полина Хансон    | 1997 | Правые/ультраправые; хансонизм, австралийский национализм, национал-консерватизм, правый популизм                           |                 |
|        | Голос Австралии                    | Голос Австралии                    | 0 из 151              | 1 из 76  | Фатима Пейман    | 2024 | Центризм; пропалестинская                                                                                                   |                 |
|        | Альянс центра                      | Альянс центра                      | 1 из 151              | 0 из 76  | н/д              | 2013 | Центризм; социальный либерализм, популизм, южноавстралийский регионализм                                                    |                 |
|        | Дэвид Покок                        | Дэвид Покок                        | 0 из 151              | 1 из 76  | Дэвид Покок      | 2021 | Прогрессивизм, борьба с коррупцией                                                                                          |                 |
|        | Сеть Джеки Лэмби                   | Сеть Джеки Лэмби                   | 0 из 151              | 1 из 76  | Джеки Лэмби      | 2015 | Зонтичная партия; Популизм, социальный консерватизм                                                                         |                 |
|        | Каттеровская Австралийская партия  | Каттеровская Австралийская партия  | 1 из 151              | 0 из 76  | Робби Каттер     | 2011 | Консерватизм, популизм, социальный консерватизм, аграрный социализм, экономический национализм                              |                 |
|        | Люди прежде всего                  | Люди прежде всего                  | 0 из 151              | 1 из 76  | Джерард Ренник   | 2024 | Социальный консерватизм, национализм                                                                                        |                 |
|        | Объединённая партия Австралии      | Объединённая партия Австралии      | 0 из 151              | 1 из 76  | Ральф Бабет      | 2013 | Правые/ультраправые; австралийский национализм, социальный консерватизм, правый популизм                                    |                 |

1. ↑  Указано количество мест в австралийском парламенте по состоянию на декабрь 2024.
2. ↑  Политическая партия Дэвида Покока, также названная «Дэвид Покок», была сформирована для того, чтобы позволить политикуу выступить в качестве независимой группы в избирательном бюллетене на выборах в Сенат[14]. На парламентском веб-сайте он указан как независимый[15]; однако партия остаётся зарегистрированной и на сайте AEC Дэвид Покок указан как парламентская партия.
3. ↑  Объединённая партия Австралии добровольно отказалась от регистрации 8 сентября 2022 года[17]. Однако Ральф Бабет, единственный парламентарий от партии, заявил, что изменение было сделано по «административным причинам» и он продолжает представлять партию в Сенате[18].

### Федеральные непарламентские партии
Ниже приведён список зарегистрированных федеральных партий, не представленных в парламенте Австралии, перечисленные в алфавитном порядке по состоянию на апрель 2025 года.
| Партия | Партия                              | Год                  | Лидер                                      | Идеология/цель | Прим. |
| ------ | ----------------------------------- | -------------------- | ------------------------------------------ | --- | --- |
|        | Партия защиты животных              | 2009                 | Анджела Поллард                            | Права животных, благополучие животных, веганство                                                                                    | Представлена в законодательных собраниях Нового Южного Уэльса, Виктории и Западной Австралии (по 1 депутату)                      |
|        | Австралийские христиане             | 2011                 | Марыка Гроневальд                          | Правые/ультраправые; социальный консерватизм, христианские правые                                                                   | Представлена в законодательном собрании Западной Австралии (1 депутат)                                                            |
|        | Австралийская гражданская партия    | 1988                 | Крейг Ишервуд                              | Синкретизм; ларушизм, экономический национализм, антиамериканизм, синофилия, отрицание изменения климата, австралийский национализм | |
|        | Австралийские демократы             | 1977                 | Лин Эллисон                                | Центризм; социальный либерализм, борьба с коррупцией, энвайронментализм                                                             | |
|        | Вместе лучше                        | 2024                 | Люси Брэдлоу Бронвин Бок                   | | |
|        | Фузионистская партия                | 2021                 | Дрю Волфендейл                             | Светский гуманизм, энвайронментализм, прогрессивизм                                                                                 | |
|        | Семья прежде всего                  | 2021                 | Лайл Шелтон                                | Правые; христианская политика, социальный консерватизм, противодействие абортам и эвтаназии                                         | |
|        | Великая австралийская партия        | 2018                 | Род Каллтон                                | Правые/ультраправые; правый популизм                                                                                                | |
|        | Партия коренных народов Австралии   | 2020                 | «Дядя» Оуэн Уайман                         | Права коренных народов | |
|        | Ким за Канберру                     | 2021                 | Ким Рубенштейн                             | Прогрессивизм | |
|        | Легализовать каннабис в Австралии   | 1993                 | Майкл Балдерстоун                          | Зонтичная партия; Легализация каннабиса                                                                                             | Представлена в законодательных собраниях Нового Южного Уэльса и Западной Австралии (по 1 депутату), а также Виктории (2 депутата) |
|        | Либертарианская партия              | 2001                 | Энтони Булл                                | Правые; классический либерализм, правое либертарианство, консерватизм                                                               | Представлена в законодательных собраниях Нового Южного Уэльса и Виктории (по 1 депутату). Член IALP                               |
|        | Партия стрелков, рыбаков и фермеров | 1992                 | Роберт Лесли Браун                         | Правые; консерватизм, зелёный консерватизм, право на оружие                                                                         | Представлена в законодательных собраниях Нового Южного Уэльса (2 депутата) и Виктории (1 депутат)                                 |
|        | Социалистический альянс             | 2001                 | Джейкоб Эндрюарта Сара Хэтуэй Сэм Уэйнрайт | Левые; экосоциализм, антикапитализм, демократический социализм, марксизм                                                            | |
|        | Устойчивая Австралия                | 2010                 | Селеста Экерли                             | Энвайроментализм, устойчивое развитие, борьба с коррупцией                                                                          | |
|        | Труба патриотов                     | 2004                 | Клайв Палмер Сьюллен Райтсон               | Правые; трампизм, консерватизм, правый популизм                                                                                     | |
|        | Социалисты Виктории                 | 2018                 | Коллективное лидерство                     | Левые; демократический социализм | |
|        | Сообщество Западного Сиднея         | Даи Ле Фрэнк Карбоне | 2023                                       | Локализм | |

1. ↑  Была лишена регистрации в 2016 году. Вновь зарегистрирована в 2019.
2. ↑  Основана как Сельский альянс, затем называлась Австралийская федеративная партия. Новое название получила в 2024 году после объединения с группой Ника Даффилда «Труба патриотов», не сумевших пройти регистрацию. В 2025 к партии присоединился Клайв Палмер.

## Партии, зарегистрированные на уровне штатов

### Австралийская столичная территория
- Австралийская партия автомобилистов (Australian Motorist Party) — представляет интересы участников дорожного движения, как автомобилистов, так и пешеходов.
- Сообщество альянса (Community Alliance Party)
- Партия независимых Пангалло (Pangallo Independents Party) — создана журналистом Фрэнком Пангалло, известным расследованиями деятельности мафии.

### Квинсленд
- «Летнее время для Юго-Восточного Квинсленда» (Daylight Saving for South East Queensland; DS4SEQ) — выступает за введение в Юго-Восточном Квинсленде летнего времени.

### Южная Австралия
- Единый земельный налог — Налоговая партия (Fair Land Tax — Tax Party) — выступает за установление более благоприятных ставок земельного налога.
- «Свобода—Права человека—Окружающая среда—Обучение» (FREE (Freedom Rights Environment Educate Australia Party) Australia Party) — выступает в защиту гражданских свобод.
- «Геймеры для Кройдона» (Gamers 4 Croydon) — против введения R18+ классификации для видеоигр в Австралии и обязательной фильтрации интернета, занимает прогрессистские позиции. Была создана для того, чтобы не допустить переизбрания Генпрокурора Майкла Аткинсона в парламент штата от округа Кройдон (Аделаида).
- «Сохранить RAH» (Save the RAH) — была создана с целью не допустить переноса на новое место Королевской больницы Аделаиды (RAH), главной больницы города.
- Реформистская партия Сторма Саммерса (Stormy Summers Reform Party) — партию основал президент Ассоциации сексуальных реформ (SRA) для содействия легализации проституции.
- Объединённая партия (United Party).

### Новый Южный Уэльс
- «Нет парковочным счётчикам» (No Parking Meters Party) — была создана для отмены платы за парковку, которую рассматривала как «дополнительный налог на семейный автомобиль».
- «Открытый отдых» (Outdoor Recreation Party) — выступает в защиту охоты, рыбалки, туризма и активных видов спорта.
- Партия восстановления прав рабочих (Restore the Workers' Rights Party) — левоцентристская партия в защиту прав рабочих и профсоюзов.
- «Сохраните наше государство» (Save Our State; SOS) — первоначальное название «Спасите наши пригороды». Была создана горожанами недовольными городским планированием.
- Партия рыбалки (The Fishing Party; TFP) — выступает в защиту любительского рыболовства.
- Партия единства (Unity Party) — выступает за мультикультурализм и против расизма, против антииммиграционной политики, представляет интересы восточно-азиатских этнических общин.

## Прочие партии
- Коммунистическая партия Австралии (современная)
- Социалистическая альтернатива (Socialist Alternative) — крайне левая антикапиталистическая, основана на идеях троцкизма и «социализма снизу».

## Исторические партии

### Федеральные парламентские партии
| Партия | Партия                                                           | Период      | Идеология | Места    | Места    | Прим. |
| Партия | Партия                                                           | Период      | Идеология | Палата   | Сенат    | Прим. |
| ------ | ---------------------------------------------------------------- | ----------- | --- | -------- | -------- | --- |
|        | Партия свободной торговли Free Trade Party, FTP                  | 1901 — 1909 | Правый центр/правые; федерализм, классический либерализм, консерватизм, антисоциализм                                             | 28 из 75 | 17 из 36 | Создана в 1887 году как региональная партия в Новом Южном Уэльсе. Влилась в Либеральную партию. Правящая в 1904—1905. |
|        | Протекционистская партия Protectionist Party, PP                 | 1901—1909   | Центр; либерализм, протекционизм, реформизм, федерализм, конституционализм                                                        | 31 из 75 | 11 из 36 | Создана в 1887 году как региональная партия в Новом Южном Уэльсе. Влилась в Либеральную партию. Правящая в 1901—1904 и 1905—1908. |
|        | Либеральная партия Liberal Party, LIB                            | 1909—1917   | Центр/правый центр; либерализм, консерватизм                                                                                      | 38 из 75 | 7 из 36  | Основана в результате слияния Протекционистской и Антисоциалистической (бывшая FTP) партий для противодействия лейбористам. Правящая в 1913—1914. |
|        | Национальная лейбористская партия National Labor Party, NLP      | 1916—1917   | Левый центр; социал-демократия, австралийский национализм, интервенционизм                                                        | 14 из 75 | 9 из 36  | Образована после раскола Лейбористской партии противниками воинской повинности во время Первой мировой войны. Влилась в Объединённую партию. |
|        | Националистическая партия Nationalist Party, NP                  | 1917—1931   | Правый центр/правые; австралийский национализм, либеральный консерватизм, монархизм, протекционизм                                | 53 из 75 | 34 из 36 | Образована в результате слияния Либеральной и Национальной лейбористской партии как «объединённая» нелейбористская оппозиция. Правящая с 1917 по 1929. |
|        | Либеральный союз Liberal Union, LU                               | 1922—1925   | Центр; либерализм | 5 из 75  | н/д      | Сформирован недовольными националистами, которые выступали против руководства премьер-министра Билли Хьюза. |
|        | Объединённая партия Австралии United Australia Party, UAP        | 1931—1945   | Правоцентризм/правые; либерализм, консерватизм, монархизм, антикоммунизм                                                          | 34 из 76 | 26 из 36 | Создана в результате объединения Националистической партии и шести депутатов-лейбористов. Правящая с 1931 по 1943. |
|        | Лейбористы Лэнга Lang Labor, LL                                  | 1931—1950   | Левый центр; лэнгизм: лейборизм, социал-демократия, экономический национализм, австралийский национализм, популизм, антикоммунизм | 9 из 74  | 3 из 36  | Создана сторонниками Джека Лэнга (дважды премьер-министр Нового Южного Уэльса и лидер лейбористов штата в 1920-х—1930-х). |
|        | Демократическая лейбористская партия Democratic Labor Party, DLP | 1955—1978   | Центр; социал-демократия, антикоммунизм, социальный консерватизм, дистрибутизм                                                    | 7 из 124 | 5 из 60  | Основана в результате раскола Лейбористской партии лейбористами-антикоммунистами. Растряв популярность самораспустилась, но в том же 1978 году группа членов первоначальной партии создали новую Демократическую лейбористскую партию, которая остаётся активной по состоянию на 2025 год. |

Notes:
1. ↑  Максимальное количество мест, полученных партией за время ее существования.

### Прочие партии
| Партия | Партия                                                                              | Период      | Идеология/цель                                                                                | Штат                                           | Прим. |
| ------ | ----------------------------------------------------------------------------------- | ----------- | --------------------------------------------------------------------------------------------- | ---------------------------------------------- | --- |
|        | Либеральная реформистская партия Liberal Reform Party                               | 1901—1917   | Правый центр; либеральный консерватизм, трезвость, фритредерство, антисоциализм               | Новый Южный Уэльс                              | Получала поддержку от протестантских и трезвеннических групп. Влилась в Националистическую партию. |
|        | Прогрессивная партия Progressive Party                                              | 1901—1907   | Правый центр; социальный либерализм, протекционизм                                            | Новый Южный Уэльс                              | Растеряв популярность самораспустилась, часть членов примкнула к Либеральной реформистской партии. |
|        | Прогрессивная партия Progressive Party                                              | 1920—1927   | Правый центр; социальный консерватизм, аграризм, аграрный социализм                           | Новый Южный Уэльс                              | Влилась в Аграрную партию |
|        | Демократическая партия Democratic Party                                             | 1920—1925   | Центр/левый центр; защита интересов католического меньшинства                                 | Новый Южный Уэльс                              | Основана Патриком Клири, лидером Католической федерации Нового Южного Уэльса. |
|        | Протестантская независимая лейбористская партия Protestant Independent Labour Party | 1923—1940-е | Левый центр; лейборизм, социал-демократия, монархизм                                          | Новый Южный Уэльс, Квинсленд и Южная Австралия | Была создана в попытке противостоять предполагаемому доминированию Римско-католической церкви в Австралийской лейбористской партии. |
|        | Аграрная и прогрессивная национальная партия Country and Progressive National Party | 1925—1936   | Правый центр; консерватизм                                                                    | Квинсленд                                      | Образована в результате слияния консервативных Национальной партии Квинсленда и Аграрной партии Квинсленда в попытке положить конец десятилетнему господства лейбористов в штате. Растеряв популярность раскололась.                                                                              |
|        | Национальная партия National Party                                                  | 1917—1925   | Правый центр; либеральный консерватизм, австралийский национализм                             | Квинсленд                                      | Влилась в Аграрную и прогрессивную национальную партию. |
|        | Городской аграрный альянс City Country Alliance                                     | 1999—2003   | Правые; хансонизм, социальный консерватизм, австралийский национализм                         | Квинсленд                                      | |
|        | Партия Квинсленда The Queensland Party                                              | 2010—2012   | Правый центр; регионализм, социальный консерватизм, аграризм                                  | Квинсленд                                      | Создана Эйданом Маклиндоном, депутатом от Либеральной национальной партии. |
|        | Северный Квинсленд прежде всего North Queensland First                              | 2019—2021   | Правый центр; регионализм, создание штата Северный Квинсленд, консерватизм                    | Квинсленд                                      | Образована депутатом Джейсоном Костиганом, исключённым из Либеральной национальной партии. |
|        | Австралийские консерваторы Australian Conservatives                                 | 2017—2019   | Правые; австралийский консерватизм, социальный консерватизм, экономический либерализм         |                                                | Создана группой членов Либеральной партии при участии партии «Семья прежде всего» и викторианского отделения партии «Австралийские христиане». Самораспустилась после провала на федеральных выборах.                                                                                             |
|        | Австралийская партия Australia Party                                                | 1969—1086   | Центризм; социальный либерализм, борьба с коррупцией                                          |                                                | Создана в результате объединения сторонников сенатора Рега Тернбулла и Австралийского реформаторского движения. В 1977 году большинство членов партии присоединились к недавно сформированной партии Австралийских демократов. В 1986 году остатки партии влились в Партия «Объединим Австралию». |
|        | Семья прежде всего Family First Party                                               | 2001—2017   | Правые; фамилиализм, социальный консерватизм, христианские правые                             |                                                | Влилась в партию Австралийские консерваторы. |
|        | Австралийское семейное движение Australian Family Movement                          | 1974—1990   | Правые; социальный консерватизм, фамилиализм, христианские правые, против абортов и эвтаназии |                                                | |
|        | Партия прогресса Progress Party (Australia)                                         | 1975—1981   | Правые; правое либертарианство, антикоммунизм                                                 |                                                | |
|        | Христианско-демократическая партия Christian Democratic Party                       | 1977—2022   | Правые; христианская демократия, консерватизм, социальный консерватизм, христианские правые   | Новый Южный Уэльс                              | Распущена так как не соответствовала требованиям по количеству членов. |
|        | Независимая лейбористская группа Independent Labor Group                            | 1959–1977   | Левый центр; лейборизм, социал-демократия, регионализм                                        | Новый Южный Уэльс                              | Создана группой региональных депутатов-лейбористов, исключённых из партии. |
|        | Лейбористская партия Северного Квинсленда North Queensland Labor Party              | 1942—1977   | Левый центр; лейборизм, социал-демократия, регионализм, популизм                              | Квинсленд                                      | Образована в результате раскола Лейбористской партии Квинсленда. |